# Альберто Кавазін
Альберто Кавазін (італ. Alberto Cavasin, нар. 9 січня 1956, Тревізо) — італійський футболіст, що грав на позиції захисника. По завершенні ігрової кар'єри — футбольний тренер.
Виступав, зокрема, за клуби «Тревізо», СПАЛ та «Барі».

## Ігрова кар'єра
Народився 9 січня 1956 року в місті Тревізо.
У дорослому футболі дебютував 1973 року виступами за команду клубу «Тревізо», в якій провів три сезони, взявши участь у 45 матчах чемпіонату. 
Згодом з 1976 по 1978 рік грав у складі команд клубів «Авелліно» та «Аталанта».
Своєю грою за останню команду привернув увагу представників тренерського штабу клубу СПАЛ, до складу якого приєднався 1978 року. Відіграв за феррарський клуб наступні три сезони своєї ігрової кар'єри. Більшість часу, проведеного у складі СПАЛа, був основним гравцем захисту команди.
Протягом 1981—1983 років захищав кольори клубів «Верона» та «Катандзаро».
У 1983 році уклав контракт з клубом «Барі», у складі якого провів наступні три роки своєї кар'єри гравця. Граючи в «Барі», також здебільшого виходив на поле в основному складі команди.
Протягом 1986—1988 років захищав кольори команди клубу «Чезена».
Завершив професійну ігрову кар'єру в клубі «Падова», за команду якого виступав протягом 1988—1990 років.

## Кар'єра тренера
Розпочав тренерську кар'єру відразу ж по завершенні кар'єри гравця, 1990 року як тренер молодіжної команди клубу «Падова».
Згодом очолював команди клубів «Тревізо», «Тренто», «Фано», «Равенна», «Гуальдо», «Фіоренцуола», «Чезена», «Лечче», «Фіорентина», «Брешія», «Мессіна», «Фрозіноне», «Беллінцона» та «Сампдорія».
Наразі останнім місцем тренерської роботи був клуб «Лейтон Орієнт», головним тренером команди якого Альберто Кавазін був 2016 року.

## Титули і досягнення

### Як гравця
- Чемпіон Серії B:

«Верона»: 1981-1982
- Чемпіон Серії C1:

«Барі»: 1983-1984

### Як тренера

#### Особисті
- Золота лава: 1999-2000